# Commissure postérieure

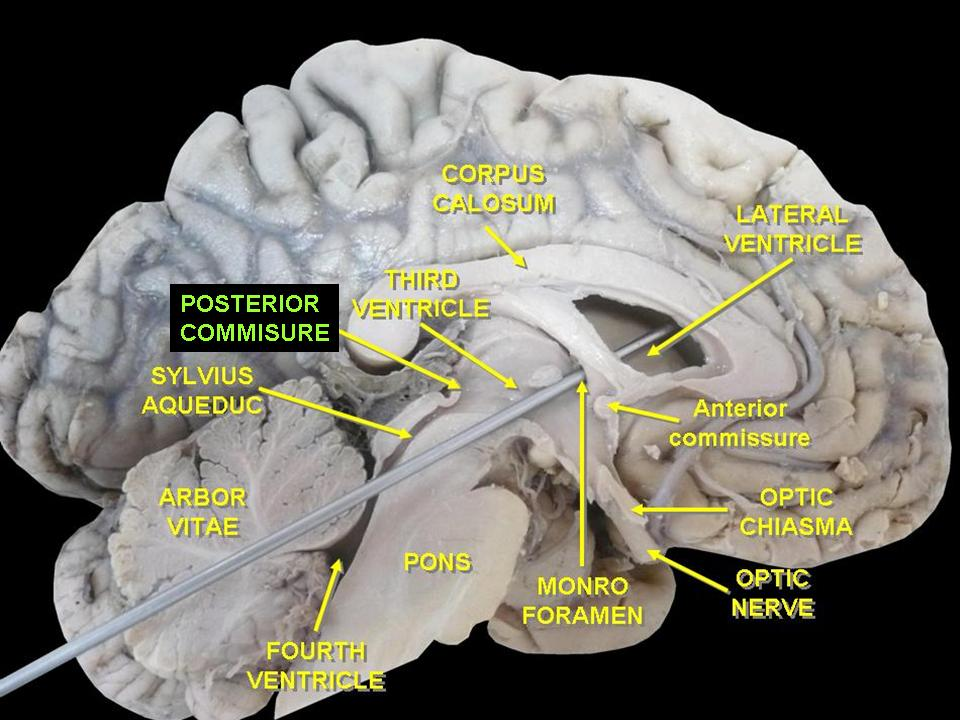
La commissure postérieure légendée sur un cerveau humain

La commissure postérieure, appelée également la commissure blanche postérieure ou encore la commissure épithalamique (en latin : commissura posterior), est une bande arrondie de fibres blanches d'axones (substance blanche) qui traversent la ligne médiane sur la face dorsale de l'extrémité rostrale de l'aqueduc mésencéphalique (l'aqueduc de Sylvius). Elle a une importance particulière dans le réflexe photomoteur bilatéral.
Ses fibres acquièrent précocement leurs gaines médullaires, mais leurs connexions ne sont pas définitivement déterminées. La plupart d'entre elles ont leur origine dans un noyau, le noyau de la commissure postérieure (noyau de Darkschewitsch), qui se situe dans la substance grise périaqueducale à l'extrémité rostrale de l'aqueduc de Sylvius, en avant du noyau oculomoteur.  On pense que certaines dérivent de la partie postérieure du thalamus et du colliculus supérieur, tandis que d'autres sont censés se poursuivre en bas vers le faisceau longitudinal médial.
Pour le réflexe pupillaire à la lumière, le noyau prétectal olivaire (en) innerve les deux noyaux d'Edinger-Westphal. Afin d'atteindre le noyau d'Edinger-Westphal controlatéral, les axones se croisent dans la commissure postérieure.